# Kalapódhion
Kalapódhion (Kalapodi) är en ort i Grekland.   Den ligger i prefekturen Fthiotis och regionen Grekiska fastlandet, i den centrala delen av landet, 100 km nordväst om huvudstaden Aten. Kalapódhion ligger 344 meter över havet och antalet invånare är 444.
Terrängen runt Kalapódhion är kuperad, och sluttar söderut. Runt Kalapódhion är det ganska glesbefolkat, med 38 invånare per kvadratkilometer. Närmaste större samhälle är Atalánti, 10,2 km öster om Kalapódhion. Trakten runt Kalapódhion består till största delen av jordbruksmark.